# Cyberpunk 2077: Phantom Liberty
Cyberpunk 2077: Phantom Liberty es una expansión del videojuego Cyberpunk 2077 desarrollado por CD Projekt RED. La expansión presenta un nuevo distrito en el mundo abierto del juego, así como una línea nueva de misiones. Ambientado en un universo distópico ciberpunk, el jugador asume el papel de V, un mercenario que debe rescatar a la presidenta de los Nuevos Estados Unidos, cuyo avión se estrelló en el distrito sin ley de Dogtown. Fue lanzado para la PlayStation 5, Xbox Series X/S y Windows en septiembre de 2023. La expansión recibió críticas favorables, y ha vendido más de 5 millones de copias desde su lanzamiento.

## Jugabilidad
Cyberpunk 2077 es un videojuego de rol de acción que se juega desde una perspectiva en primera persona. La historia de la expansión se desarrolla en un nuevo distrito llamado «Dogtown», que tiene sus propios personajes, misiones y trabajos únicos. Phantom Liberty presenta un nuevo árbol de experiencia del Relic, con nueve habilidades. Para desbloquear las nuevas habilidades, el jugador debe progresar en la historia del juego, o acceder a terminales restringidas de datos que se encuentran en Dogtown. El nuevo contenido también aumenta el nivel máximo a 60, y añade nuevas armas y vehículos en el juego. También fueron añadidos nuevos hackeos rápidos, permitiendo a los jugadores realizar acciones como lanzarse en el aire, ver a través de las paredes, o cambiar la apariencia de V sobre la marcha. También se añadió el combate vehicular, permitiendo al jugador conducir vehículos armados con lanzamisiles y ametralladoras. Dependiendo de las decisiones del jugador, se desbloqueará un nuevo final para el juego base.

## Sinopsis

### Escenario y personajes
Cyberpunk 2077 toma lugar en Night City, una megaciudad estadounidense del Estado Libre del Norte de California, controlada por corporaciones y libre de las leyes del país y del estado. El jugador toma el papel de Vincent / Valerie (dependiendo del género que el jugador seleccione), también conocido como «V» (Gavin Drea / Cherami Leigh), un mercenario que fue asesinado y luego revivido por un biochip experimental de Arasaka llamado «Relic», y que termina con un engrama digitalizado de la legendaria estrella de rock Johnny Silverhand (Keanu Reeves) existiendo en su mente. Juntos, V y Johnny buscan una manera de evitar que el Relic mate al primero, y reemplace su mente con la de Johnny.
Además de algunos de los personajes de la historia principal, la expansión presenta las apariciones de los siguientes personajes: Song «Songbird» So Mi (Minji Chang), una netrunner que trabaja para el gobierno de los Nuevos Estados Unidos de América (NUSA); Solomon «Sol» Reed (Idris Elba), un agente de la Agencia Federal de Inteligencia (FIA) que trabaja para el gobierno de los NUSA como un agente durmiente; Rosalind Myers (Kay Bess), presidenta de los NUSA; Alena «Alex» Xenakis (Yvonne Senat Jones), ex socia de Reed en la FIA y que trabaja encubierta en el distrito de Dogtown como camarera; y Kurt Hansen (Eliah Mountjoy), líder de la milicia Barghest que controla Dogtown.

### Trama
Después de una misión en el distrito de Pacifica en Night City, el mercenario V es contactado por Song «Songbird» So Mi, asistente de la presidenta de los NUSA, Rosalind Myers. Le explica que su avión fue hackeado y está por estrellarse en el distrito sin ley de Dogtown, gobernado por el señor de la guerra Kurt Hansen. Songbird le pide ayuda a V para rescatar a Myers a cambio de su asistencia para evitar que el Relic destruya su cerebro. V rescata a Myers y la escolta a una casa de seguridad, pero pierden contacto con Songbird en el camino.
Con Songbird desaparecida en acción, Myers le pide a V que contacte a Solomon «Sol» Reed, un agente durmiente de los NUSA, para que los ayude. Reed evacúa a Myers con éxito de Dogtown, y después le da a V una nueva misión: rescatar a Songbird. Reed solicita la ayuda de su excompañera agente Alex Xenakis y del netrunner Slider para localizar a Songbird. Slider reestablece la conexión con Songbird y se sorprende al saber que ha estado utilizando el Muro Negro, un firewall que protege al mundo de IAs rebeldes, para contactar a V. Songbird le dice a V que ha sido capturada por Kurt, mientras que Slider muere abrumado por el Muro Negro.
Reed revela que Songbird ha estado explorando el Muro Negro bajo las órdenes de Myers, lo que está prohibido por las leyes internacionales. V y Reed se infiltran en una fiesta organizada por Kurt y se encuentran con Songbird, que les explica que su mente fue corrompida por el Muro Negro, y un aparato en posesión de Kurt llamado la matriz neuronal puede curar sus condiciones, así como las de V. Ella organiza un plan para robarle a Kurt la matriz y escapar, mientras que Reed y V deducen que Songbird orquestó el accidente del avión como parte de un trato con Kurt, cosa que ella confirma posteriormente. Songbird contacta a V en privado, pidiéndole ayuda para huir tanto de Kurt, como de los NUSA. Adoptando identidades falsas, V y Alex se infiltran de nuevo en el cuartel general de Kurt, y ahí V se enfrenta a una decisión: ayudar a Songbird a escapar, o traicionarla para que Reed pueda tomarla bajo custodia.
- Final de Songbird

Si V ayuda a Songbird, Alex asesina a Kurt mientras V y Songbird huyen, siendo ahora fugitivos cazados por los NUSA. Songbird recluta a V para que le ayude a escapar del puerto espacial de Night City a la Luna, pero los NUSA, bajo la dirección personal de Myers, atacan el puerto espacial. V y Songbird se defienden, pero Songbird termina debilitada gravemente después de verse obligada a usar los poderes del Muro Negro. Songbird le revela a V que la matriz solo puede ser usada una vez y que pretendía traicionar a V usando la cura para ella misma. V permanece incrédulo, pero Johnny Silverhand aparece ante él y aplaude la determinación de Songbird. V puede decidir si entregar a Songbird a Reed, o matarlo y ayudar a Songbird a escapar a la Luna.
- Si V mata a Reed, después de un momento de angustia, Johnny le asegura que no tenía otra opción. V envía a Songbird a la Luna y le desea suerte. Mientras V y Johnny observan cómo despega el cohete, Johnny habla sobre sí mismo y lo que ha aprendido de Songbird, admitiendo que ella estaba más decidida que él, por eso tuvo éxito en su misión y él no. Alex se comunica con V poco después y se encuentran. Ahí, Alex le cuenta a V que Myers le dio la orden de matarlo por su traición. Sin embargo, toma la decisión de no matarlo y esperar a que muera solo ya que no puede ser curado. Ambos brindan por Reed, y Johhny brinda por V. Tiempo después, V encuentra un obsequio de Songbird en Dogtown, asegurándole que ha llegado sana y salva a la Luna.

- Final de Reed

Si V traiciona a Songbird, ella detecta la traición inmediatamente. Songbird usa los poderes del Muro Negro para escapar, cayendo en una ciberpsicosis, mientras Kurt asesina a Alex antes de morir a manos de V. En su escape, Songbird es capturada por MaxcTac, en respuesta a la alerta de cyberpsicosis. Reed y V atacan al convoy que transportaba a Songbird, pero ella huye de nuevo hacia Cynosure, un antiguo búnker de Militech, para conectarse al Muro Negro. Mientras evade a un constructo enviado tras ellos por Songbird, V descubre su trágico pasado: fue perfeccionada a la fuerza por Myers para ser usada como un enlace entre el Muro Negro y el mundo real. Para cuando V la alcanza, Songbird ya está sucumbiendo a los efectos del Muro Negro. Dependiendo de las elecciones de V, sacrifica a Songbird a petición de ella misma para prevenir que caiga bajo custodia de los NUSA, o se la entrega a Reed, que promete ayudarla.
- - Si Songbird muere, Myers detiene a V y a Reed a las afueras de Night City y les llama la atención por su fracaso, para luego retirarse con el cadáver de Songbird. Reed se lamenta por Songbird, por Alex y por todo lo que han pasado, y se cuestiona por su papel dentro de los NUSA. Se le ve por última vez caminando solo y deprimido de vuelta a Night City.

- Final de la torre
  - Si Songbird es llevada bajo custodia, se desbloquea un nuevo final para el juego. Myers felicita a V por completar su misión y Reed les informa que la matriz puede ser usada para curar a V. Si V acepta, los cirujanos de los NUSA remueven con éxito el Relic del cerebro de V, pero la cirugía borra por completo el engrama de Johnny Silverhand, pone a V en un coma de dos años (tiempo durante el cual la mayoría de amigos de V continúan con sus vidas), y le ocasiona un daño irreparable a su cerebro, incapacitándolo para usar sus habilidades de combate. Reed acepta un trabajo de oficina en los NUSA, pero pierde todo contacto con Songbird, que supone todavía es forzada a trabajar para Myers. Incapaz de regresar a su vieja vida como mercenario, V se ve obligado a aceptar que de ahora en adelante debe vivir tranquilamente como un civil cualquiera, con Reed, y sus viejos amigos Viktor «Vik» Vector y Misty ayudándolo. Si Songbird es enviada a la Luna o es sacrificada, V continúa buscando una cura por otros medios.

Se puede acceder a otro final al principio del juego. Si V abandona Dogtown después de conocer a Songbird, ella se enojará y cortará la transmisión con V, culpándolo por haber dejado que Myers muriera. Cortar la transmisión dejará temporalmente inconsciente a V, y después de despertar, Johnny le informa sobre la fallida operación de rescate mientras que el avión de Myers se estrella en el estadio. Se puede acceder a otro final después de ayudarle a Reed a evacuar a Myers si V se niega a ayudarle a Reed a rescatar a Songbird. Reed le informa a V que la misión resultó exitosa antes de cortar la comunicación.

## Desarrollo
El desarrollo de Phantom Liberty costó más de $60 millones de dólares. El 6 de septiembre de 2022, CD Projekt Red confirmó que Phantom Liberty sería lanzado para PC, Xbox Series X/S y PlayStation 5 en 2023. Esta es la única expansión planeada para el juego, con Reeves repitiendo el papel de Johnny Silverhand. El 16 de noviembre de 2022, se confirmó que Phantom Liberty sería un paquete de expansión de pago, similar a las expansiones de Witcher 3 Blood and Wine y Hearts of Stone. Durante los Game Awards de 2022, se mostró un adelanto que reveló que el actor Idris Elba se había unido al proyecto. La fecha de lanzamiento de la expansión el 26 de septiembre de 2023 se reveló durante la presentación del 2023 de Xbox en el Summer Game Fest. Los pedidos anticipados de la expansión le otorgaban al jugador un vehículo adicional en el juego. Antes del lanzamiento de Phantom Liberty, CD Projekt lanzó una actualización importante llamada Update 2.0 el 21 de septiembre para Microsoft Windows, PlayStation 5 y Xbox Series S/X, que presentaba las características que se anunciaron junto con Phantom Liberty. En diciembre de 2023, CD Projekt Red lanzó Cyberpunk 2077: Ultimate Edition, que incluye Phantom Liberty y el juego base. Phantom Liberty fue diseñado como la única expansión de Cyberpunk 2077.
Para el desarrollo de Phantom Liberty, el equipo se inspiró en el género de ficción de espionaje. Dogtown es descrita como una zona dura controlada por el líder de una milicia, y como un lugar donde personajes desagradables escapan porque las corporaciones y la policía tienen prohibida la entrada ahí. Por eso, el área fue diseñada para ser opresiva. Hablando sobre la historia del juego, la escritora principal Magda Zych agregó que la narrativa de Phantom Liberty complementó el tema del juego base, extendiéndolo a temas políticos de alto nivel y a agencias estatales. Idris Elba se unió al proyecto en las etapas iniciales del desarrollo. Interpretó a Solomon Reed, un espía de los NUSA. Elba describió a su personaje como el guía o protector en algunos casos del personaje del jugador, pero sin saber si es alguien plenamente digno de confianza. Elba, que tenía una carrera paralela como DJ, eligió música para la estación de radio del juego, y creó tres pistas únicas para la expansión. P.T. Adamczyk y Jacek Paciorkowski compusieron el resto de la música. Dawid Podsiadło compuso el tema principal juego.

## Recepción
La expansión recibió críticas generalmente positivas según el sitio web Metacritic.
Ted Litchfield de PC Gamer describió a Phantom Liberty como un «tenso thriller de espías», lleno de opciones «agotadoras», y un «emocionante colofón para el arco de redención de tres años de Cyberpunk 2077». Wesley LeBlanc de Game Informer elogió la expansión así como a la actualización 2.0 como la «culminación» del trabajo que CD Projekt dedicó en reelaborar Cyberpunk 2077 luego de su lanzamiento en 2020. Le gustó el nuevo final, y elogió las mejoras en el modo de juego que convirtieron al sigilo en algo más disfrutable. Michael Highman, de GameSpot le dio al juego la calificación más alta, dándole grandes elogios a su historia, al contenido secundario y a los personajes. Concluyó su reseña diciendo «Phantom Liberty es Cyberpunk 2077 en su máxima expresión», y lo elogió por respetar las tradiciones del género y por entregar una historia que es «cruel, aleccionadora y agridulce».

## Ventas
Para octubre de 2023, Phantom Liberty había vendido 3 millones de unidades la primera semana después de su lanzamiento. Para noviembre del mismo año, llevaba vendidas 4.3 millones de unidades. En enero de 2024, CD Projekt anunció que la expansión había vendido más de 5 millones de unidades.

## Premios
| Año  | Premio                             | Categoría                                                                       | Resultado          |
| ---- | ---------------------------------- | ------------------------------------------------------------------------------- | ------------------ |
| 2023 | Golden Joystick Awards 2023        | Mejor Expansión de un Juego                                                     | Ganador            |
| 2023 | Golden Joystick Awards 2023        | Mejor Tráiler                                                                   | Ganador            |
| 2023 | The Game Awards 2023               | Mejor Narrativa                                                                 | Nominado           |
| 2023 | The Game Awards 2023               | Mejor Actuación (Idris Elba como Solomon Reed)                                  | Nominado           |
| 2023 | The Game Awards 2023               | Mejor Juego en Curso                                                            | Ganador            |
| 2023 | The Game Awards 2023               | Player's Voice                                                                  | Nominado           |
| 2024 | New York Game Awards               | Premio Big Apple por el Juego del Año                                           | Nominado           |
| 2024 | New York Game Awards               | Premio Herman Melville por la Mejor Escritura en un Juego                       | Nominado           |
| 2024 | New York Game Awards               | Premio Statue of Liberty por el Mejor Mundo                                     | Nominado           |
| 2024 | New York Game Awards               | Premio White Way por Mejor Actuación en un Juego (Idris Elba como Solomon Reed) | Nominado           |
| 2024 | New York Game Awards               | Premio NYC GWB por Mejor DLC                                                    | Ganador            |
| 2024 | 27th Annual D.I.C.E. Awards        | Videojuego de Rol del Año                                                       | Nominado           |
| 2024 | 22nd Visual Effects Society Awards | Efectos Visuales Excepcionales en un Proyecto en Tiempo Real                    | Nominado           |
| 2024 | 24th Game Developers Choice Awards | Mejor Narrativa                                                                 | Mención Honorífica |
| 2024 | 24th Game Developers Choice Awards | Mejor Tecnología                                                                | Mención Honorífica |
| 2024 | 20th British Academy Games Awards  | Juego en Evolución                                                              | Ganador            |
| 2024 | 20th British Academy Games Awards  | Juego del Año EE                                                                | Nominado           |